# Wąskopyskowate
Wąskopyskowate, żaby wąskopyskie (Microhylidae) – rodzina płazów z rzędu płazów bezogonowych (Anura).

## Zasięg występowania
Rodzaj obejmuje gatunki występujące w Ameryce, Czarnej Afryce oraz od Indii i Korei do północnej Australii.

## Charakterystyka
Żaby wąskopyskie charakteryzują się wyjątkowo małym pyskiem. Mierzą od 7,7 do 90 mm. Występują głównie w rejonach tropikalnych. Spotykane są też w środowiskach suchych, w pobliżu rzek i strumieni oraz siedliskach nadrzewnych. Brak jest form prowadzących wodny tryb życia.

## Ewolucja
W zapisie kopalnym szczątki tych żab spotyka się od dolnego miocenu.

## Podział systematyczny
Do rodziny należą następujące podrodziny:
- Adelastinae Peloso, Frost, Richards, Rodrigues, Donnellan, Matsui, Raxworthy, Biju, Lemmon, Lemmon & Wheeler, 2016 – jedynym przedstawicielem jest Adelastes hylonomos Zweifel, 1986
- Asterophryinae Günther, 1858
- Cophylinae Cope, 1889
- Dyscophinae Boulenger, 1882
- Gastrophryninae Fitzinger, 1843
- Hoplophryninae Noble, 1931
- Kalophryninae Mivart, 1869
- Melanobatrachinae Noble, 1931 – jedynym przedstawicielem jest Melanobatrachus indicus Beddome, 1878
- Microhylinae Günther, 1858
- Otophryninae Wassersug & Pyburn, 1987
- Phrynomerinae Noble, 1931
- Scaphiophryninae Laurent, 1946